# Reinga aucklandensis
Reinga aucklandensis is een spinnensoort uit de familie Desidae. De spin dankt zijn naam aan zijn voorkomen op de Aucklandeilanden, in Nieuw-Zeeland. 